# Klosterbergestraße 17 (Magdeburg)

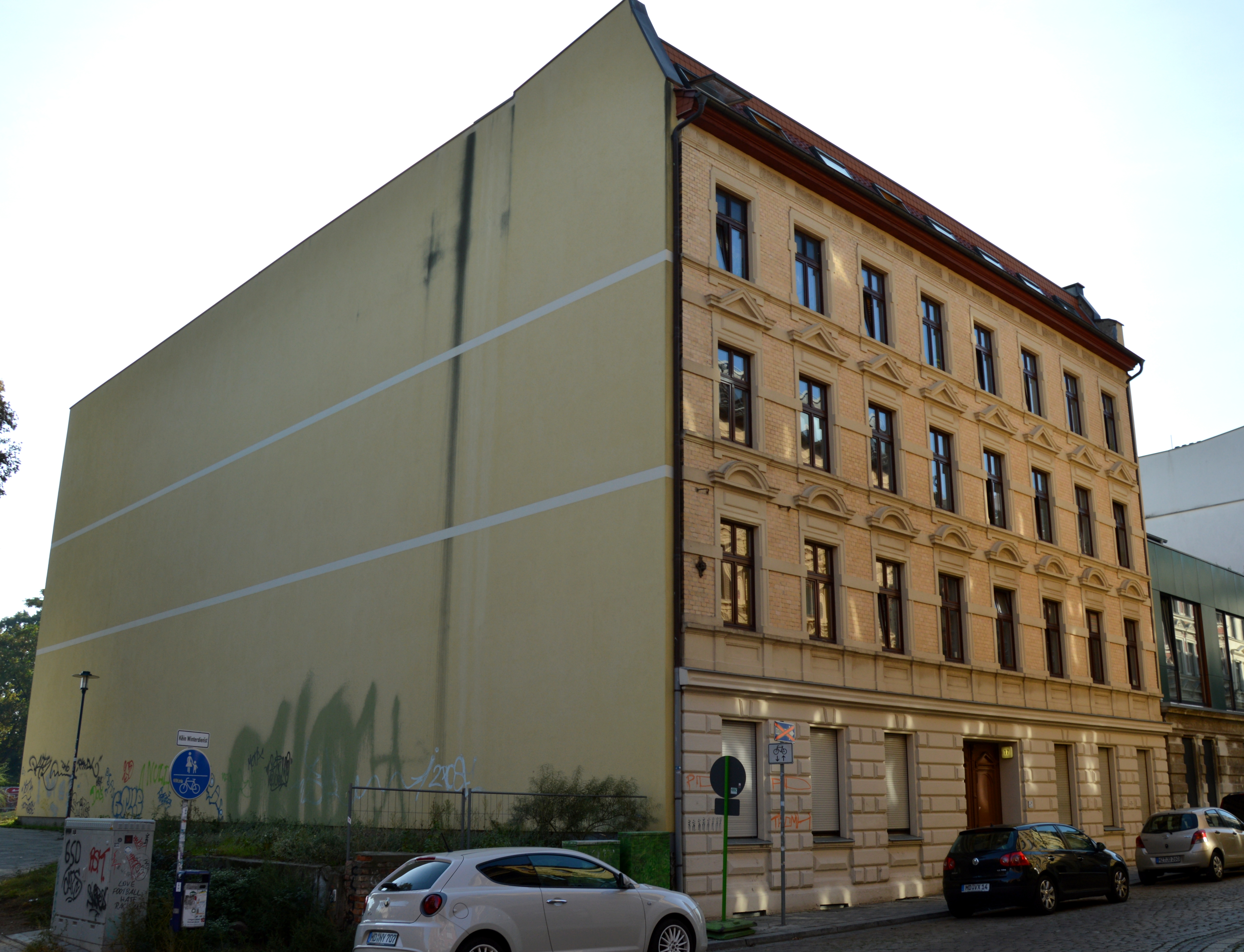
Klosterbergestraße 17

Das Haus Klosterbergestraße 17 ist ein denkmalgeschütztes Gebäude in Magdeburg in Sachsen-Anhalt.

## Lage
Es befindet sich auf der Ostseite der Klosterbergestraße gegenüber der Einmündung der Basedowstraße im Magdeburger Stadtteil Buckau und gehört zugleich zum Denkmalbereich der Klosterbergestraße.

## Architektur und Geschichte
Das viergeschossige Wohnhaus wurde im Jahr 1891 für die Maurermeister C. Kugeler und G. Freytag errichtet. Als weiterer Maurermeister wirkte Ernst Reppin am Bau des Hauses mit. Der verputzte Ziegelbau ist im Stil der Neorenaissance gestaltet. Die Fassade des Erdgeschosses ist rustiziert. Oberhalb der Fensteröffnungen des ersten Obergeschosses sind Segmentbögen, im zweiten Obergeschoss Dreiecksgiebel angeordnet.
Das Haus entsprach zur Bauzeit einfachen und mittleren Wohnverhältnissen und gilt als Beispiel des gründerzeitlichen Wohnungsbaus.
Im örtlichen Denkmalverzeichnis ist das Wohnhaus unter der Erfassungsnummer 094 17838 als Baudenkmal verzeichnet.